# Született gengszterek
A Született gengszterek (eredeti cím: Stand Up Guys) 2012-ben bemutatott amerikai bűnügyi filmvígjáték, melyet Fisher Stevens rendezett. A főszerepet Al Pacino, Christopher Walken és Alan Arkin alakítja. A film 2013. február 1-én jelent meg Észak-Amerikában, Magyarországon pedig március 7-én az ADS Service jóvoltából.
A "stand up guy" egy amerikai kifejezés, amely "hűséges, megbízható barát"-ot jelent.

## Cselekmény
Doki (Christopher Walken) elhozza régi barátját, Valt (Al Pacino) a börtönből. Doki lakásán, miközben Val a fürdőszobában van, Doki egy fegyverrel közeledik hozzá, de nem tesz semmit. Elmennek kávézni, és Val azt mondja, hogy „bulizni” szeretne. Elmennek egy bordélyházba, de Valnak nem megy a dolog, ezért Doki és Val betörnek egy gyógyszertárba és ellopnak több üveg gyógyszert. Val túladagolja a Viagrát, lefekszik egy Oxana nevű prostituálttal, majd elmennek egy klubba. Val bevesz néhányat a többi gyógyszerből, hogy felpörögjön. Két gengszter minden látható ok nélkül odalép hozzájuk, de elmennek. Val elájul a kocsiban, és a doki megint fontolgatja, hogy most megöli, de elviszi egy kórházba.
Az ápolónő, akit meglátogatnak, Nina Hirsch (Julianna Margulies), régi barátjuk, Richard (Alan Arkin) lánya, aki elmondja nekik, hogy apja egy idősek otthonában él.
Ezután elmennek egy helyi étkezdébe, ahol Val helyesen kitalálja, hogy a Doki meg fogja ölni. Doki azt mondja, hogy 10 óráig kapott időt a feladat elvégzésére, különben őt is megölik. Ellopnak egy autót, és felveszik Richardot, aki egykor a menekülő-sofőrjük volt. Richard beül a volán mögé, és autópályás üldözés kezdődik a rendőrökkel. Amikor Richard megkívánja az első édeshármasát, visszamennek a bordélyházba, hogy teljesítsék a kívánságát, bár bűntudata van emiatt, annak ellenére, hogy özvegyember.
Miután távoznak, a csomagtartóban egy meztelen nőt találnak, Sylviát, akit egy csapat férfi elrabolt és megerőszakolt, és elmondja nekik, hogy hol vannak. Val és Doki bemennek és legyőzik az emberrablókat. Miután mindenkit megkötöztek, Sylvia egy baseballütővel jön be, hogy bosszút álljon. Visszatérve a kocsihoz, Doki és Val rájön, hogy Richard közben meghalt. Közlik a hírt Ninával, aki segít nekik eltemetni az apját a temetőben.
Doki és Val visszatérnek az étterembe, ahol kiderül, hogy a fiatal pincérnő Doki unokája, Alex. Doki telefonál Claphandsnek, aki megbízta őt Val megölésével. Bár Doki könyörög neki, hogy kegyelmezzen Valnak, Claphands elárulja, hogy tud Alexről, és megfenyegeti, hogy bántani fogja, ha Doki nem fejezi be a munkát.
Doki levelet ír Alexnek, a borítékba beleteszi a lakáskulcsát, majd az étkezde falára tűzi. Val napfelkeltekor az utcán sétálva észrevesz egy templomot, és bemegy, hogy egy papnak meggyónjon.
Ezután betörnek egy szabóságba, ahol öltönyöket próbálnak fel. A két gengszter, akik előző este a klubban megkörnyékezték őket, és Claphandsnak dolgoznak, félbeszakítja őket, és azzal zaklatják Dokit, hogy ölje meg Valt. Doki és Val lelövi és megsebesíti mindkettőjüket. Mindketten új öltönyt vesznek fel, és felkészülnek a valósággal való szembenézésre.
Alex belép Doki lakásába, és körülnéz. Doki felhívja őt egy telefonfülkéből, és elmondja neki, hogy a naplemente-festményeket ő ihlette, és elhozat vele egy cipősdoboznyi készpénzt, amit a jövőjére félretett. Elmondja neki, hogy szereti őt, de lehet, hogy egy ideig nem fogja látni.
Doki és Val sétálnak az utcán; Doki nem tudja rávenni magát, hogy megölje Valt, ezért úgy döntenek, hogy elmennek Claphands megölésére. Tüzet nyitnak az embereire és a raktárára, a kamera pedig a naplementére pásztázik, amit Doki festett.

## Szereplők
| Szerep         | Színész            | Magyar hang    |
| -------------- | ------------------ | -------------- |
| Val            | Al Pacino          | Csuja Imre     |
| Doc            | Christopher Walken | Barbinek Péter |
| Richard Hirsch | Alan Arkin         | Szersén Gyula  |
| Nina Hirsch    | Julianna Margulies | Kováts Adél    |
| Claphands      | Mark Margolis      | Faragó András  |
| Wendy          | Lucy Punch         | Orosz Anna     |
| Alex           | Addison Timlin     | Nyírő Eszter   |
| Sylvia         | Vanessa Ferlito    | Solecki Janka  |
| Oxana          | Katheryn Winnick   | Fésűs Bea      |
| Larry          | Bill Burr          | Fellegi Lénárd |

## Megjelenés
A film premierje a Chicagói Nemzetközi Filmfesztiválon volt 2012. október 12-én, majd ezt követően a Mill Valley Filmfesztiválon mutatták be.

## Fordítás
- Ez a szócikk részben vagy egészben  a   Stand Up Guys című angol Wikipédia-szócikk fordításán alapul.  Az eredeti cikk szerkesztőit annak laptörténete sorolja fel. Ez a jelzés csupán a megfogalmazás eredetét és a szerzői jogokat jelzi, nem szolgál a cikkben szereplő információk forrásmegjelöléseként.